# لوییک لویپرت
لوییک لویپرت (انگلیسی: Loïck Luypaert؛ زادهٔ ۱۹ اوت ۱۹۹۱) بازیکن هاکی روی چمن اهل بلژیک است.